# Huércal-Overa
Huércal-Overa és una localitat de la província d'Almeria, Andalusia. L'any 2006 tenia 16.170 habitants. Té una superfície de 318 km² i té una densitat de 50,85 hab/km². Està situada a una altitud de 280 metres i a 115 quilòmetres de la capital de la província, Almeria.

## Demografia
| 1996   | 1998   | 1999   | 2000   | 2001   | 2002   | 2003   | 2004   | 2005   | 2006   | 2007   |
| ------ | ------ | ------ | ------ | ------ | ------ | ------ | ------ | ------ | ------ | ------ |
| 13.756 | 13.839 | 13.870 | 13.999 | 14.293 | 14.672 | 15.059 | 15.540 | 16.156 | 16.170 | 18.368 |

## Instituts
El municipi té actualment dos Instituts d'Educació Secundària: IES Cura Valera Arxivat 2021-01-22 a Wayback Machine. i IES Albujaira Arxivat 2020-10-28 a Wayback Machine.. Aquests centres educatius imparten classes de ESO, Batxillerat i Formació Professional.